# Hallvar Thoresen
Hallvar Thoresen (Larvik (Noorwegen), 12 april 1957) is een voormalig Noors voetballer. Op jonge leeftijd trok hij op eigen initiatief naar Nederland, waar hij een contract tekende bij FC Twente. Later speelde de aanvaller lange tijd bij PSV. Hij is de buitenlander met de meeste competitiedoelpunten in de geschiedenis van de Nederlandse Eredivisie.

## Biografie

### Clubloopbaan
Thoresen is een zoon van de Noorse voetbalinternational Gunnar Thoresen. Hij startte zijn carrière als jeugdspeler bij de kleine Noorse club Larvik Turn. In februari 1976 ging hij samen met zijn vriend Reidar Sundby naar Nederland, nadat de twee zich per brief voor een stageperiode hadden aangeboden bij FC Twente. Sundby vertrok na korte tijd met heimwee terug naar Noorwegen, maar Thoresen kreeg een contract aangeboden en debuteerde op 26 september 1976 in het eerste van FC Twente in een thuiswedstrijd tegen FC Den Haag.
Thoresen speelde vijf seizoenen voor de Enschedeërs. In 1977 won hij met de club de KNVB beker. In de seizoenen 1979/1980 en 1980/1981 was hij clubtopscorer. In 1981 werd de Noor ingelijfd door PSV, waar hij tot 1988 zou spelen. Met de club uit Eindhoven werd Thoresen drie keer landskampioen, won hij eenmaal de KNVB beker en in 1988 de Europacup I. In dat laatste seizoen speelde hij door een knieblessure echter nauwelijks meer en verloor hij zijn plek aan Hans Gillhaus. Na afloop van het seizoen ging hij terug naar Noorwegen waar hij nog twee seizoenen bij de derdeklasser Frigg Oslo FK zou spelen. Ook daar kwam hij door knieproblemen weinig in actie.

### Nationale elftal
Thoresen debuteerde voor het nationale team van Noorwegen op zondag 21 mei 1978 in de vriendschappelijke interland tegen Ierland (0-0) in Oslo. Hij speelde vijftig interlands, waarvan 38 als aanvoerder, maar wist zich met zijn land nooit te kwalificeren voor een groot eindtoernooi. Thoresen scoorde negen keer voor Noorwegen.

### Trainersloopbaan
Na zijn voetbalcarrière werd Thoresen trainer bij onder meer SK Brann, Odd Grenland en jong Noorwegen. Ook was hij manager van Odd Grenland en assistent-trainer bij Lillestrøm SK. Tussen 2008 en 2015 was hij als scout in dienst van FC Twente. Tussen 2016 en 2020 bekleedde hij dezelfde functie bij Rosenborg BK.

### Escape to Victory
In 1981 was Thoresen naast onder andere Sylvester Stallone, Michael Caine en Pelé te zien in de film Escape to Victory, over een voetbalwedstrijd in de Tweede Wereldoorlog tussen geallieerde krijgsgevangenen en Duitse kampbewakers.

## Statistieken

### Clubstatistieken
| Seizoen | Club          | Competitie  | Wedstrijden | Doelpunten |
| ------- | ------------- | ----------- | ----------- | ---------- |
| 1975    | Larvik TIF    | 3. Divisjon |             |            |
| 1976/77 | FC Twente     | Eredivisie  | 14          | 5          |
| 1977/78 | FC Twente     | Eredivisie  | 32          | 9          |
| 1978/79 | FC Twente     | Eredivisie  | 28          | 6          |
| 1979/80 | FC Twente     | Eredivisie  | 32          | 11         |
| 1980/81 | FC Twente     | Eredivisie  | 29          | 15         |
| 1981/82 | PSV           | Eredivisie  | 34          | 13         |
| 1982/83 | PSV           | Eredivisie  | 32          | 22         |
| 1983/84 | PSV           | Eredivisie  | 33          | 23         |
| 1984/85 | PSV           | Eredivisie  | 28          | 21         |
| 1985/86 | PSV           | Eredivisie  | 31          | 20         |
| 1986/87 | PSV           | Eredivisie  | 17          | 5          |
| 1987/88 | PSV           | Eredivisie  | 4           | 2          |
| 1988    | Frigg Oslo FK | 3. Divisjon | 6           | 0          |
| 1989    | Frigg Oslo FK | 2. Divisjon | 6           | 0          |
| 1990    | Frigg Oslo FK | 2. Divisjon | 6           | 0          |

### Interlands
| Interlanddoelpunten | Interlanddoelpunten | Interlanddoelpunten | Interlanddoelpunten     | Interlanddoelpunten | Interlanddoelpunten | Interlanddoelpunten | Interlanddoelpunten |
| #                   | Datum               | Locatie             | Wedstrijd               | Goal(s)             | Score               | Uitslag             | Wedstrijd           |
| ------------------- | ------------------- | ------------------- | ----------------------- | ------------------- | ------------------- | ------------------- | ------------------- |
| 1                   | 31/05/1978          | Oslo                | Noorwegen – Denemarken  | 25'                 | 1 – 0               | 1 – 2               | Nordic Cup          |
| 2                   | 20/05/1981          | Oslo                | Noorwegen – Hongarije   | 57'                 | 1 – 0               | 1 – 2               | WK-kwalificatie     |
| 3                   | 09/08/1981          | Oslo                | Noorwegen – Engeland    | 41'                 | 2 – 1               | 2 – 1               | WK-kwalificatie     |
| 4                   | 28/04/1982          | Stavanger           | Noorwegen – Finland     | ??'                 | 1 – 1               | 1 – 1               | Nordic Cup          |
| 5                   | 27/10/1982          | Sofia               | Bulgarije – Noorwegen   | 17'                 | 1 – 1               | 2 – 2               | EK-kwalificatie     |
| 6                   | 12/10/1983          | Belgrado            | Joegoslavië – Noorwegen | 88'                 | 2 – 1               | 2 – 1               | EK-kwalificatie     |
| 7                   | 01/05/1984          | Ettelbruck          | Luxemburg – Noorwegen   | 48'                 | 0 – 1               | 0 – 2               | Oefeninterland      |
| 8                   | 10/10/1984          | Oslo                | Noorwegen – Sovjet-Unie | 54' (pen.)          | 1 – 0               | 1 – 1               | WK-kwalificatie     |
| 9                   | 13/05/1986          | Oslo                | Noorwegen – Sovjet-Unie | 52' (pen.)          | 1 – 0               | 1 – 0               | Oefeninterland      |

### Erelijst
| Competitie  |           |                           |           |           |
| Competitie  | Aantal    | Jaren                     |           |           |
| FC Twente   | FC Twente | FC Twente                 | FC Twente | FC Twente |
| ----------- | --------- | ------------------------- | --------- | --------- |
| KNVB Beker  | 1x        | 1976/77                   |           |           |
| PSV         |           |                           |           |           |
| Europacup I | 1x        | 1987/88                   |           |           |
| Eredivisie  | 3x        | 1985/86, 1986/87, 1987/88 |           |           |
| KNVB Beker  | 1x        | 1987/88                   |           |           |